# Scopula subsincera
Scopula subsincera är en fjärilsart som beskrevs av Claude Herbulot 1954. Scopula subsincera ingår i släktet Scopula och familjen mätare. Inga underarter finns listade.